# Republican City
Republican City és una població dels Estats Units a l'estat de Nebraska. Segons el cens del 2000 tenia 209 habitants.

## Demografia
Segons el cens del 2000, Republican City tenia 209 habitants, 107 habitatges, i 69 famílies. La densitat de població era de 244,5 habitants per km².
Dels 107 habitatges en un 15% hi vivien nens de menys de 18 anys, en un 57,9% hi vivien parelles casades, en un 4,7% dones solteres, i en un 35,5% no eren unitats familiars. En el 33,6% dels habitatges hi vivien persones soles el 20,6% de les quals corresponia a persones de 65 anys o més que vivien soles. El nombre mitjà de persones vivint en cada habitatge era d'1,95 i el nombre mitjà de persones que vivien en cada família era de 2,43.
Per edats la població es repartia de la següent manera: un 12,9% tenia menys de 18 anys, un 5,7% entre 18 i 24, un 11% entre 25 i 44, un 34% de 45 a 60 i un 36,4% 65 anys o més.
L'edat mediana era de 60 anys. Per cada 100 dones de 18 o més anys hi havia 100 homes.
La renda mediana per habitatge era de 26.250 $ i la renda mediana per família de 32.500 $. Els homes tenien una renda mediana de 27.500 $ mentre que les dones 17.917 $. La renda per capita de la població era de 14.863 $. Aproximadament el 6,9% de les famílies i el 8,5% de la població estaven per davall del llindar de pobresa.

## Poblacions més properes
El següent diagrama mostra les poblacions més properes.